# ويندي جيرتسن
ويندي جيرتسن (6 أكتوبر 1972 - ) (بالهولندية: Wendy Gerritsen)‏ هي لاعبة كريكت هولندية. شاركت مع منتخب هولندا للكريكت.